# Аметистов, Евгений Викторович
Евге́ний Ви́кторович Амети́стов (род. 18 июня 1940, Краснодар) — российский теплофизик, член-корреспондент РАН (1997), с 1990 по 2005 годы — ректор МЭИ, с 2006 года — советник ректора МЭИ.

## Биография
Евгений Викторович Аметистов родился 18 июня 1940 года в Краснодаре.
В 1960 году окончил Кубанский сельскохозяйственный институт, а в 1965 году — Московский энергетический институт (МЭИ), с которым была связана вся его последующая жизнь: он последовательно был аспирантом, ассистентом, доцентом и профессором МЭИ.
В 1975 году в МЭИ была создана новая кафедра криогенной техники (ныне — кафедра низких температур), где под руководством В. А. Григорьева были развёрнуты работы по исследованию процессов кипения криогенных жидкостей, а с начала 1980-х годов — и по исследованию методов получения систем монодисперсных частиц и процессов переноса в них. Активное участие в этих исследованиях принимал Е. В. Аметистов; в 1985 году за работы по изучению кипения криогенных жидкостей Е. В. Аметистову, В. А. Григорьеву и Ю. М. Павлову была присуждена Государственная премия СССР в области науки и техники.
В 1985 году (когда В. А. Григорьева, являвшегося в то время ректором МЭИ и заведующим кафедрой криогенной техники, пригласили на работу в ЦК КПСС), Е. В. Аметистов возглавил кафедру и руководил ею до 2006 года (в 2000 году на базе кафедры был создан Центр высоких температур МЭИ, научным руководителем которого стал Е. В. Аметистов). В 1986—1990 годах он работал также проректором МЭИ по научной работе.
На прошедшей в начале 1990 года конференции трудового коллектива МЭИ (первой в истории института) по предложению И. Н. Орлова (ректор МЭИ в 1985—1990 гг.) впервые на альтернативной основе был избран новый ректор Московского энергетического института — профессор Е. В. Аметистов. Он возглавлял МЭИ до 2005 года.
30 мая 1997 года Е. В. Аметистов был избран членом-корреспондентом РАН по Отделению физико-технических проблем энергетики (теплофизика).
С 2006 года Е. В. Аметистов работает советником ректора МЭИ. Он также является (с 2005 года) научным руководителем Корпоративного энергетического университета (КЭУ), соучредителями которого стали МЭИ и РАО «ЕЭС России». В 2019 году Е. В. Аметистов стал генеральным директором Института графена, созданным в кооперации МЭИ и КЭУ.
Е. В. Аметистов является вице-президентом Международной энергетической академии, членом Международной академии холода, Международной академии наук высшей школы и других международных организаций.

## Научная деятельность
К основным областям научных интересов Е. В. Аметистова относятся физика и техника низких температур. Важнейшие его труды посвящены изучению закономерностей тепло- и массообмена при кипении криогенных жидкостей, а также исследованию веществ в монодисперсном состоянии. В частности, Е. В. Аметистов показал возможности практического использования сверхтекучего гелия в качестве теплоносителя при криостатировании различных систем, включая сверхпроводящие устройства.
Автор и соавтор более 150 печатных научных работ (включая 17 монографий), 18 изобретений.

## Награды и премии
- Лауреат Государственной премии СССР (1985)[2]
- Лауреат Государственной премии Российской Федерации (1993) — за комплекс научно-технических работ по энергофизическим основам получения и применения монодисперсных систем[источник не указан 1095 дней]
- Лауреат премии Президента Российской Федерации в области образования (за 2001 год) [10]
- Лауреат премии Правительства России[источник не указан 1095 дней]
- Заслуженный деятель науки Российской Федерации (2000)[11]
- Заслуженный работник энергетической системы России
- Почётный энергетик Мосэнерго
- Ветеран энергетики (нагрудный знак)
- Почётный работник топливно-энергетического комплекса
- Почётный работник высшего профессионального образования РФ
- Награждён юбилейным знаком «85 лет Плана ГОЭЛРО»
- Награждён нагрудным знаком Минвуза СССР «За отличные успехи в работе», почётной грамотой Президиума Верховного Совета РСФСР[источник не указан 1095 дней]

## Публикации

### Отдельные издания
- Григорьев В. А., Павлов Ю. М., Аметистов Е. В. Кипение криогенных жидкостей / Под ред. Д. А. Лабунцова. — М.: Энергия, 1977. — 289 с.
- Григорьев В. А., Аметистов Е. В. Расчёт и проектирование сосудов для конденсированных криоагентов / Под ред. Ю. М. Павлова. — М.: МЭИ, 1979. — 79 с.
- Аметистов Е. В., Григорьев В. А., Емцев Б. Т. и др. Тепло- и массообмен. Теплотехнический эксперимент: Справочник / Под общ. ред. В. А. Григорьева и В. М. Зорина. — М.: Энергоиздат, 1982. — 512 с. — (Теплоэнергетика и теплотехника).
- Аметистов Е. В., Блаженков В. В., Городов А. К., Дмитриев А. С., Клименко А. В. Монодиспергирование вещества: принципы и применение. — М.: Энергоатомиздат, 1991. — 330 с. — ISBN 5-283-03038-5.
- Аметистов Е. В., Клименко В. В., Павлов Ю. М. Кипение криогенных жидкостей. — М.: Энергоатомиздат, 1995. — 400 с. — ISBN 5-283-00265-9.
- Аметистов Е. В. Основы теории теплообмена. — М.: Изд-во МЭИ, 2000. — 242 с. — ISBN 5-7046-0560-5.
- Аметистов Е. В., Дмитриев А. С. Монодисперсные системы. Физико-технические основы генерации и распространения монодисперсных микросфер: исследования и технологии на их основе (Препринт МЭИ № 14-17). — М.: Изд-во МЭИ, 2000. — 57 с. — ISBN 5-7046-0553-2.
- Аметистов Е. В., Гиневский А. Ф., Дмитриев А. С., Чэнь Юфон. Некоторые задачи исследования монодисперсных микросфер и их потоков при генерации в сложных условиях (Препринт МЭИ № 14-18). — М.: Изд-во МЭИ, 2001. — 27 с.
- Аметистов Е. В., Дмитриев А. С. Монодисперсные системы и технологии. — М.: Изд-во МЭИ, 2002. — 390 с. — ISBN 5-7046-0875-2.
- Основы современной энергетики: В 2-х томах / Под общей редакцией Е. В. Аметистова. (Учебник; 1-е издание — 2002 год, 4-е издание — 2008 год). Библиографические сведения о 4-м издании:
  - Основы современной энергетики. Т. 1. Современная теплоэнергетика / Под ред. А. Д. Трухния. — М.: Издательский дом МЭИ, 2008. — 469 с. — ISBN 978-5-383-00162-2.
  - Основы современной энергетики. Т. 2. Современная электроэнергетика / Под ред. А. П. Бурмана, В. А. Строева. — М.: Издательский дом МЭИ, 2008. — 630 с. — ISBN 978-5-383-00163-9.

### Некоторые статьи
- Григорьев В. А., Клименко В. В., Павлов Ю. М., Аметистов Е. В. К теории кризиса пузырькового кипения в большом объёме // Теплоэнергетика. — 1978. — № 2. — С. 7—9.
- Лабунцов Д. А., Спиридонов А. Г., Аметистов Е. В. Исследование плёночного режима кипения гелия (He-II) // Теплоэнергетика. — 1981. — № 4. — С. 1—10.
- Аметистов Е. В., Дмитриев А. С.  Использование монодисперсных технологий в энергетике // Теплоэнергетика. — 2000. — № 6. — С. 3—5.
- Аметистов Е. В., Дмитриев А. С. Новая отрасль науки и практики — монодисперсные технологии // Вестник Российской академии наук. — 2001. — Т. 71, № 9. — С. 818—825.
- Аметистов Е. В., Дмитриев А. С. Наноэнергетика — потенциальные возможности и перспективы // Энергоэксперт. — 2001. — № 2 (7). — С. 86—92.